# 張本
張 本（ちょう ほん、1367年 - 1431年）は、明代の官僚。字は致中。本貫は東平府東阿県。

## 生涯
張従善と丘氏のあいだの子として生まれた。洪武年間、国子生から江都知県に任じられた。1402年（建文4年）5月、燕王朱棣の軍が揚州にやってくると、御史の王彬が城に拠って抗戦しようとして、守将に縛り上げられた。張本は父老を率いて燕王を迎え降った。張本は房吉・田慶成とともに揚州府知府となり、譚友徳とともに府の事務にたずさわった。ほどなく江西布政司右参政に抜擢された。
1406年（永楽4年）、張本は南京に召還されて工部左侍郎となった。事件に連座して免官されたが、冠をつけたまま工部の事務をつとめた。1407年（永楽5年）5月、官に復帰した。まもなく上奏文書の左右を誤り、給事中に弾劾された。このため工部右侍郎に降格された。
1409年（永楽7年）、皇太子朱高熾が監国すると、張本は刑部右侍郎に転じた。北方の水運を監督するよう命じられた。自身で視察して基準を立て、舟の運航を遅滞させないようにした。1421年（永楽19年）、漠北遠征が準備されると、張本は王彰とともに南北直隷・山東・山西・河南に分遣され、輸送車両の製造を監督した。1422年（永楽20年）、永楽帝の第三次漠北遠征において食糧の輸送を監督した。
1424年（永楽22年）8月、洪熙帝（朱高熾）が即位すると、張本は南京兵部尚書に任じられ、掌都察院事を兼ねた。洪熙帝の謁見を受けると、時政の得失を述べて、軍備を厳しく統制するよう請願した。1425年（洪熙元年）4月、兵部尚書に任じられた。
1426年（宣徳元年）、工部侍郎の蔡信が軍匠の家族を錦衣衛に所属させるよう求めた。張本はこれに反対する意見を述べ、宣徳帝は張本の意見を採用した。8月、張本は漢王朱高煦の乱の討伐に従軍し、軍の糧食の調達を担当した。朱高煦が捕らえられると、張本は楽安にとどまって官民をなだめ、朱高煦の旧部下を掌握した。ときに馬の繁殖が大成功し、畿内の軍民は放牧させる場所に困っていた。張本は山東・河南の諸府と大名府に牧場を分置するよう請願した。山東・河南で馬の飼育がおこなわれたのはこれが始めてであった。1427年（宣徳2年）4月、晋王朱済熿が反乱を計画した罪で爵位を剥奪されると、張本は命を受けて晋王の護衛の軍を解散させることになり、山西の軍民をなだめた。
1429年（宣徳4年）、張本は太子賓客を兼ねた。戸部は官田の租税が減少し、支弁できなくなったことから、外官の俸給と生員・軍士の月給を減らすよう請願した。宣徳帝は軍士の苦労を思って、減額を聞き入れなかった。外官と生員については廷議に下され、張本らは支持できないとして、減額を取りやめられた。陽武侯薛禄が独石諸戍を築城して完成させると、張本は独石に赴いて防御の適否を点検した。1430年（宣徳5年）6月、戸部を兼掌するよう命じられた。張本は辺境での食糧不足を懸念して、絹や麻の織物を辺境に輸送して穀物を交換して、備蓄を充実させた。1431年（宣徳6年）1月、北京の官舎で病没した。享年は65。
子に張璘・張環があった。